# Bildstock (Aying)

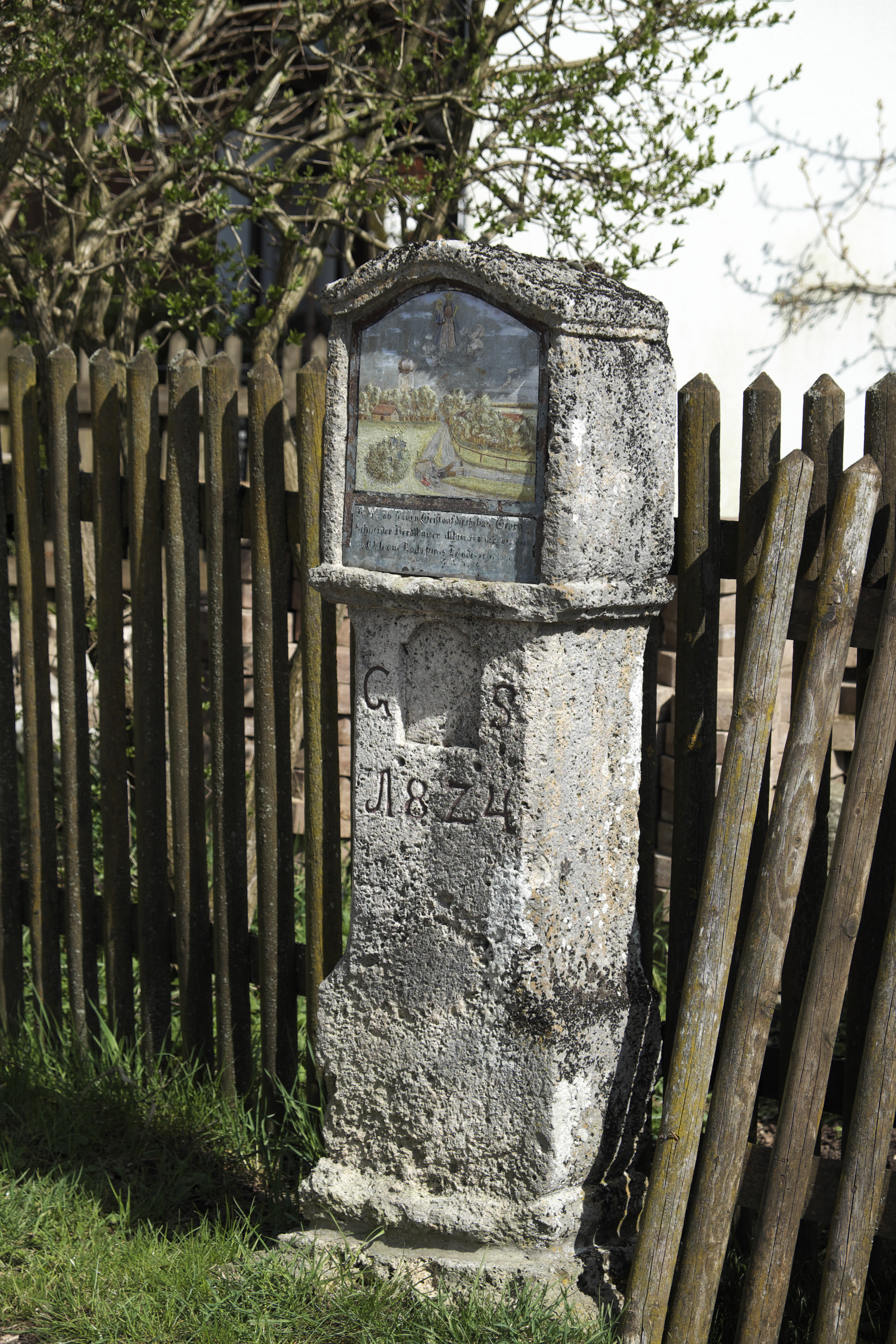
Bildstock in Aying

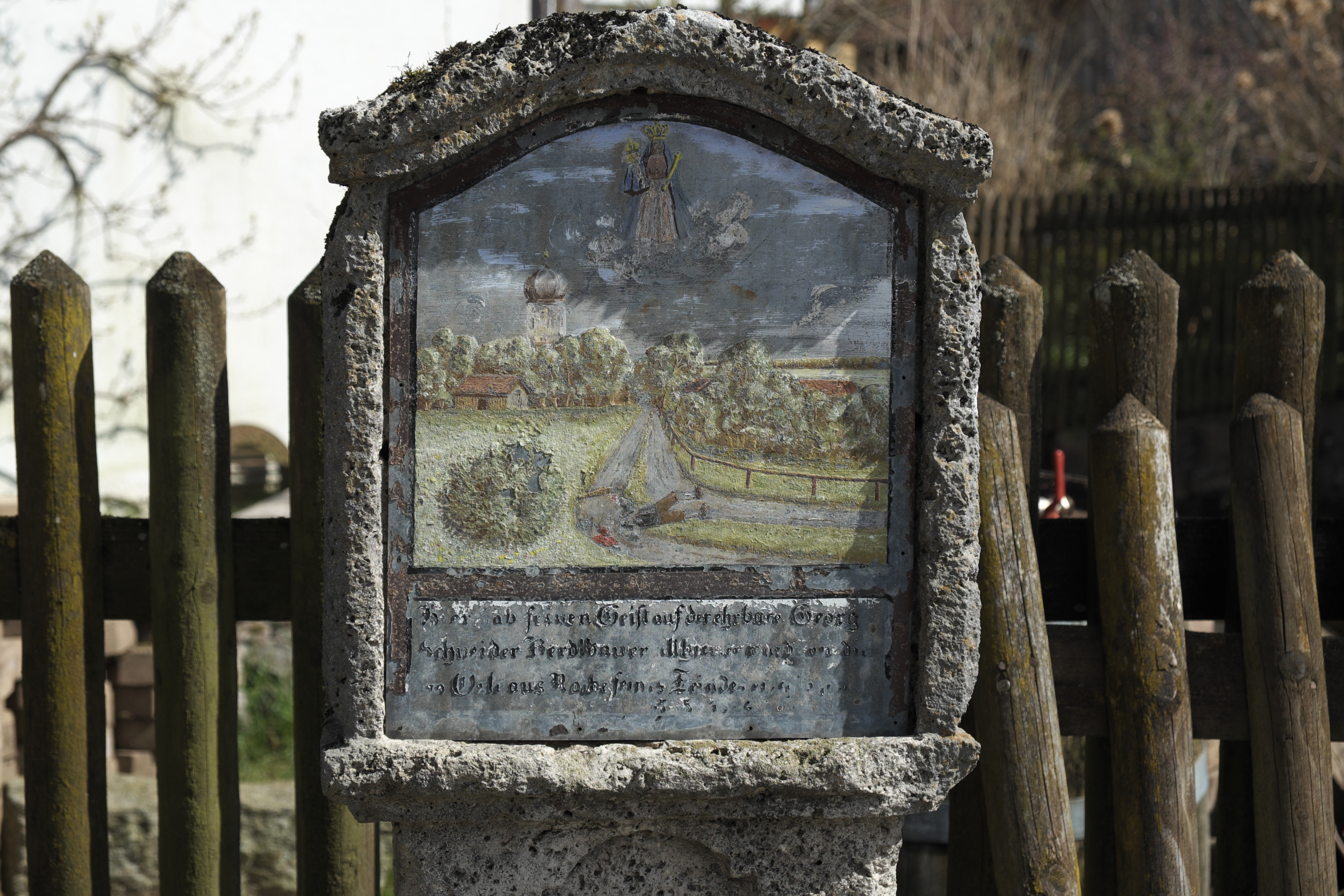
Marterbild

Der Bildstock in Aying, einer Gemeinde im oberbayerischen Landkreis München, wurde 1824 errichtet. Der Bildstock am Mühlenweg ist ein geschütztes Baudenkmal.
Der Bildstock aus Tuffstein ist am Schaft mit der Jahreszahl 1824 bezeichnet. Laut Inschrift wurde am 17. Mai 1824 „Georg Schneider Berdlbauer (richtig: Berndlbauer) allhier, ... an diesem Orte aus Rache sein Feindes erschlagen“. 
Das Marterbild, das den Erschlagenen am Boden liegend zeigt, wurde um 1974 restauriert.